# TBC 낮 종합뉴스
《TBC 낮 종합뉴스》는 TBC Dream FM에서 매일 오전 11시 50분에 방송되는 TBC 드림FM의 낮 뉴스 프로그램이다.

## 역대 방송시간
| 방송 채널  | 방송 기간              | 방송 시간                     |
| ---------- | ---------------------- | ----------------------------- |
| TBC 드림FM | 1997년 12월 1일 ~ 현재 | 매일 오전 11시 50분 ~ 낮 12시 |

## 앵커
- 평일: 김예은 아나운서 (여). 백승열 아나운서 (남).
- 주말: 이향원 아나운서 (여).

## 같이 보기
- TBC
- TBC Dream FM

| TBC Dream FM          |                          |                    |
| 이전                  | TBC 낮 종합뉴스          | 다음               |
| 돈 워리 비 해피       | TBC 낮 종합뉴스          | 12시엔 주현영      |
| 오전 11시 ~ 11시 50분 | 오전 11시 50분 ~ 낮 12시 | 낮 12시 ~ 오후 2시 |
|                       |                          |                    |